# Конституционный контроль
Конституцио́нный контро́ль — особый вид правоохранительной деятельности.
Заключается в проверке соответствия законов и иных нормативных актов конституции данной страны. Существуют конституционный контроль и конституционный надзор.
Существуют также предварительный контроль, который осуществляется до вступления в силу закона, и последующий (в отношении действующих законов).
В различных странах может осуществляться различными государственными органами. В США, Канаде и ряде других стран, где действует американская модель, конституционный контроль выполняет общая судебная система (например, Верховный Суд США). Это и есть конституционный надзор. Суды могут ставить вопрос о соответствии закона Конституции в связи с рассмотрением судебного дела.
В большинстве стран Европы и в России конституционный контроль осуществляет специальный конституционный суд (Германия, Австрия и др.).
В России Конституционный Суд решает вопросы о соответствии Конституции федеральных законов, актов Правительства, Государственной думы, Совета Федерации, конституций (уставов) и иных нормативных актов субъектов Российской Федерации, изданных по вопросам, относящимся к ведению органов государственной власти Российской Федерации и совместному ведению органов государственной власти Российской Федерации и органов государственной власти субъектов Российской Федерации.